# Against the Ice
Against the Ice (titulada en Hispanoamérica Dos contra el hielo, y en España, Perdidos en el Ártico) es una película de supervivencia de 2022 dirigida por Peter Flinth y protagonizada por Nikolaj Coster-Waldau y Joe Cole. Está basada en los hechos reales protagonizados y relatados por Ejnar Mikkelsen en su libro Two Against the Ice.

## Argumento
En 1909, el explorador y capitán danés Ejnar Mikkelsen organiza una expedición a la isla Shannon, al este de Groenlandia, para recuperar los registros de los miembros desaparecidos de una desafortunada expedición danesa. Después de su primer intento, que no tiene éxito, el único voluntario que lo acompaña en su segundo intento es el mecánico Iver Iversen, mientras que el resto de la tripulación se queda atrás.
Mikkelsen e Iversen pierden dos de sus perros de trineo en sus primeros días. Más tarde, pelean y matan a un oso polar. Posteriormente, los exploradores encuentran registros que desmienten la existencia del canal de Peary, dejando a los Estados Unidos sin reclamación en el Ártico. Al haber completado su misión, Mikkelsen e Iversen regresan a la isla Shannon y descubren que el resto de la tripulación ha regresado a casa, dejándolos varados en la isla. Los dos hombres se quedan en una cabaña durante dos inviernos, casi perdiendo la cordura en el proceso, antes de ser rescatados en 1912.
Un epílogo revela que Mikkelsen se casó con Naja Holm un año después, mientras que Iversen nunca volvió a pisar el Ártico.

## Reparto
- Nikolaj Coster-Waldau como el capitán Ejnar Mikkelsen
- Joe Cole como Iver Iversen
- Charles Dance como el ministro Neergaard
- Heida Reed como Naja Holm

## Producción
Against the Ice fue una coproducción entre RVK Studios e Ill Kippers. Fue dirigida por el director danés Peter Flinth, quien trabajó con el productor Baltasar Kormákur y el director de fotografía Torben Forsberg para filmar la película en locaciones de Islandia y Groenlandia. La película está basada en el libro danés Two Against The Ice, de Ejnar Mikkelsen. El 19 de enero de 2021, se confirmó que Nikolaj Coster-Waldau, Joe Cole, Charles Dance y Heida Reed protagonizarían la cinta. Flinth dijo que había elegido a Cole como el miembro del equipo sin experiencia Iver Iversen debido a la falta de familiaridad del actor con Groenlandia. Según Coster-Waldau, la tripulación una vez quedó varada en un glaciar en Islandia durante una tormenta. El actor también dijo que sufrió una conmoción cerebral mientras filmaba la escena de la pelea de osos, que fue filmada usando CGI y un campeón de judo de peso pesado como doble. Flinth originalmente quería filmar la escena usando un oso polar real.